# Euphorbia mira
Euphorbia mira är en törelväxtart som beskrevs av Leslie Larry Charles Leach. Euphorbia mira ingår i släktet törlar, och familjen törelväxter. Inga underarter finns listade i Catalogue of Life.